# Leonardo Nascimento de Araújo
Leonardo Nascimento de Araújo, meglio noto solo come Leonardo (Niterói, 5 settembre 1969), è un dirigente sportivo, allenatore di calcio ed ex calciatore brasiliano con cittadinanza italiana, di ruolo centrocampista o attaccante.
Nella sua carriera di calciatore ha vestito le maglie di Flamengo, San Paolo, Valencia, Kashima Antlers, Paris Saint-Germain e Milan. Terminata l'attività agonistica, ha ricoperto ruoli dirigenziali nel Milan e nel Paris Saint-Germain e ha allenato lo stesso Milan, l'Inter e l'Antalyaspor.

## Biografia
È stato sposato con Beatriz dalla quale ha avuto tre figli: Lucas, Julia e Joana. Il 6 settembre 2013 si è sposato con la giornalista sportiva di Sky Anna Billò, che lo ha reso padre di Tiago il 13 novembre 2011 e di Tomas il 13 aprile 2014.
Cittadino italiano dal 2008, parla fluentemente l'italiano oltre a conoscere portoghese, inglese, spagnolo, francese e – come da lui stesso dichiarato – «un po' di giapponese».
Nel 1998 ha fondato, insieme al suo compagno di squadra in nazionale Raí, la Fondazione Gol De Letra finalizzata a garantire l'accesso allo sport e all'educazione ai bambini e alle bambine brasiliane. Il suo impegno nel sociale è stato riconosciuto anche tramite il conferimento del Premio L'Altropallone nel 2004.

## Caratteristiche tecniche
Trequartista molto dotato dal punto di vista tecnico, specialista dei calci da fermo, in carriera si distinse anche per la sua duttilità tattica, avendo giocato in svariati ruoli: terzino sinistro, regista, centrocampista centrale, rifinitore e attaccante. Più incline all'assist che al gol, in Italia fu grande protagonista dello scudetto vinto dal Milan nella stagione 1998-1999, giocando come punta esterna e riuscendo a segnare dodici reti (seconda stagione più prolifica della sua carriera).

## Carriera

### Giocatore

#### Club

Leonardo al Milan nel 2000

Leonardo è cresciuto nel Flamengo, con cui ha esordito nel campionato brasiliano a 18 anni nel 1987. Non ha compiuto 18 anni quando ha l'opportunità di giocare con l'idolo Zico e giocatori di fama come Leandro, Bebeto e Renato Gaúcho, a fianco dei quali ha vinto il suo primo campionato. Dal 1990 al 1991 ha giocato nel San Paolo, facendo parte della esquadrão tricolor allenata da Telê Santana e capace di aggiudicarsi il titolo brasiliano nel 1991.
Nel 1991 è passato al Valencia, nella Primera División spagnola. Nel 1993 è ritornato al São Paulo, con cui ha vinto la Coppa Intercontinentale battendo il Milan a Tokyo. Dopo il campionato del mondo 1994 si è trasferito ai Kashima Antlers, squadra della neonata J. League nelle cui file militava anche l'amico e idolo Zico.
Nel 1996 è stato acquistato dal Paris Saint-Germain, squadra della Ligue 1 con cui ha raggiunto la finale della Coppa delle Coppe.
Le sue prestazioni hanno attirato l'attenzione del Milan, che lo ha ingaggiato nell'estate del 1997 per 18 miliardi di lire; coi rossoneri, fino al 2001, ha giocato 96 partite di campionato segnando 22 gol e vincendo lo scudetto 1998-1999 da protagonista con 27 presenze e 12 reti.
A causa dei frequenti infortuni nelle ultime due stagioni non ha potuto mantenere un rendimento costante, così alla fine della stagione 2000-2001 ha deciso di fare ritorno in patria, dove ha giocato prima nel San Paolo e poi nel Flamengo.
Nonostante i ripetuti annunci di ritiro dall'attività agonistica, ha deciso di ritornare al calcio giocato e il 9 ottobre 2002, viene integrato nella rosa del Milan. La nuova esperienza rossonera, tuttavia, è stata brevissima: è rimasto fino a marzo 2003, quando si è ritirato definitivamente dopo aver disputato 4 partite in Coppa Italia (2 gol) e una in Serie A.

#### Nazionale
Con la nazionale brasiliana ha vinto il Mondiale 1994, nel quale, acconsentendo alla richiesta del CT Parreira, si è adattato a ricoprire l'insolito ruolo di terzino sinistro, ma il cartellino rosso rimediato per una gomitata a Tab Ramos nell'ottavo di finale contro gli Stati Uniti, che ha costretto il calciatore statunitense a una inattività di circa 3 mesi, gli ha impedito di scendere in campo nelle restanti gare della competizione.
Giocando da mezzapunta ha conquistato la Coppa America e la Confederations Cup nel 1997, manifestazioni nelle quali Zagallo gli ha affidato la prestigiosa maglia numero 10. L'anno successivo, schierato come interno sinistro, è stato finalista al Mondiale 1998.
Nel 1999 ha lasciato la nazionale, salvo poi tornare nel 2001 per disputare due gare di qualificazione al Mondiale 2002. In nazionale vanta 60 presenze e 8 reti.

### Allenatore

#### Milan

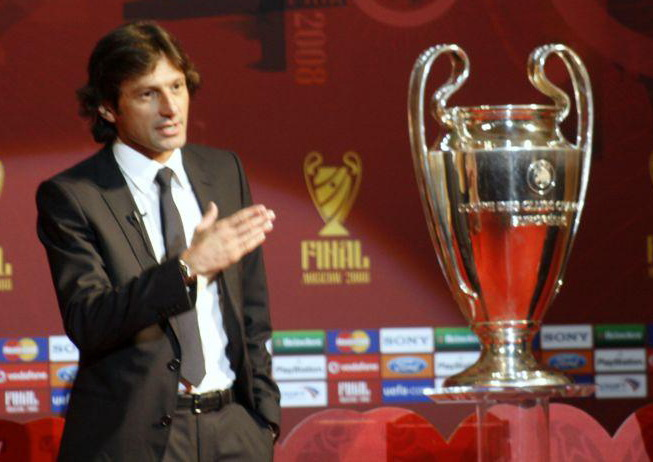
Leonardo nell'aprile 2008 a Mosca, sede della finale della Champions League 2007-2008, in occasione dell'arrivo del trofeo nella città russa

Il 31 maggio 2009 l'amministratore delegato del Milan Adriano Galliani ha annunciato in diretta televisiva all'ultima puntata stagionale di Stadio Sprint che Leonardo sarebbe stato il nuovo allenatore della squadra rossonera per due anni a partire dalla stagione 2009-2010, sostituendo Carlo Ancelotti, rimasto sulla panchina rossonera per quasi 8 anni. È stato presentato in conferenza stampa il 1º giugno 2009.
Alla sua prima esperienza in panchina, il tecnico debutta la sera del 22 agosto 2009 durante l'anticipo della prima giornata del campionato di Serie A 2009-2010 in casa del Siena (1-2). Dopo alcuni risultati deludenti (tra cui lo 0-4 del derby), il 21 ottobre 2009, sotto la sua guida, i rossoneri hanno battuto il Real Madrid al Bernabéu (3-2) per la prima volta nella loro storia. Il 14 maggio 2010, dopo aver raggiunto la qualificazione diretta alla Champions League, Leonardo ha ufficializzato l'addio al club rossonero, divenuto effettivo al termine della stagione. Il giorno successivo, in occasione dell'ultima giornata di campionato contro la Juventus (vittoria per 3-0), Leonardo si è congedato dal pubblico di San Siro, che ha risposto con un caloroso saluto; sulla panchina del Milan gli è subentrato Massimiliano Allegri.
Nella sua esperienza rossonera ha utilizzato prevalentemente una sorta di modulo 4-2-4, denominato dalla stampa del settore "4-2-fantasia", ispirandosi al modulo usato da Telê Santana, commissario tecnico della Nazionale brasiliana ai Mondiali del 1982 e del 1986. Lo schieramento si compone di 4 difensori, 2 mediani e 4 giocatori prettamente offensivi. Questo spregiudicato modo di giocare ha offerto molte prestazioni brillanti, ma anche altre deludenti poiché, se da un lato privilegia il gioco offensivo e il talento dei singoli, dall'altra difetta di equilibrio e di copertura a centrocampo.

#### Inter

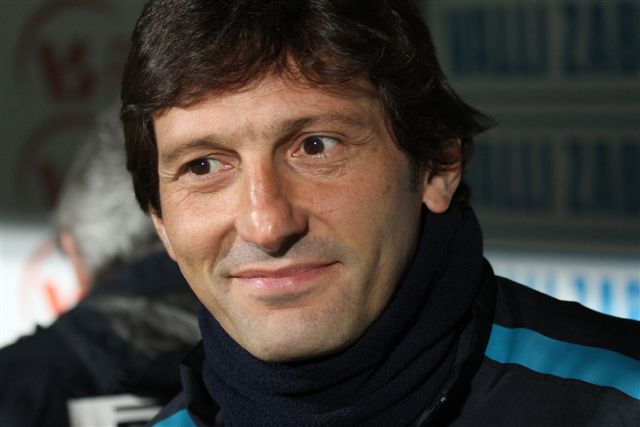
Leonardo nel febbraio 2011 sulla panchina dell'Inter, sulla quale era subentrato nel dicembre precedente

Il 24 dicembre 2010 è passato ad allenare l'altra società calcistica della massima serie di Milano, l'Inter, succedendo a Rafael Benítez e firmando un contratto fino al 30 giugno 2012. Ha diretto la prima partita da allenatore dell'Inter il 6 gennaio 2011, nella vittoria per 3-1 contro il Napoli.
Fino al 6 marzo, con la vittoria per 5-2 in rimonta sul Genoa, ha totalizzato un bottino di 33 punti nelle prime 13 partite stabilendo un record e sorpassando i 32 punti che avevano fatto in precedenza Fabio Capello (con la Juventus nel 2004-2005), Gigi Simoni e Marcello Lippi.
Il 22 maggio, con la vittoria all'ultima di campionato per 3-1 contro il Catania, ha stabilito il record di 12 vittorie casalinghe consecutive in campionato su altrettante partite eguagliando i record di Giovanni Invernizzi del 1970-1971 e del duo Tansini-Cappelli nel 1949-1950. Seppur con il miglior attacco, ha terminato il campionato con i nerazzurri al 2º posto, a -6 dalla vetta, perdendo tra l'altro il derby per 3-0, che in caso di vittoria avrebbe potuto portare l'Inter in vetta alla classifica. La sua avventura in Champions League invece, si è conclusa ai quarti di finale contro lo Schalke 04, perdendo l'andata per 5-2 e il ritorno per 2-1. Il 29 maggio ha vinto il suo unico titolo da allenatore con l'Inter, conquistando la Coppa Italia ai danni del Palermo, battuto in finale per 3-1.
Il 1º luglio seguente l'Inter ha annunciato la risoluzione consensuale del contratto che legava il tecnico brasiliano ai nerazzurri. Al suo posto è stato ingaggiato il tecnico piemontese Gian Piero Gasperini.

#### Antalyaspor
Il 28 settembre 2017, a distanza di più di sei anni dall'ultima esperienza in panchina, torna ad allenare, firmando per l'Antalyaspor, club turco nel quale gioca anche Samuel Eto'o, che Leonardo ha già allenato all'Inter. Al debutto in campionato perde per 3-1 contro il Sivasspor e la squadra rimane nei bassifondi della classifica. Il 6 dicembre, dopo meno di tre mesi, si dimette a causa delle dimissioni del presidente Ali Safak Ozturc, che l'aveva portato ad Adalia.

### Dirigente

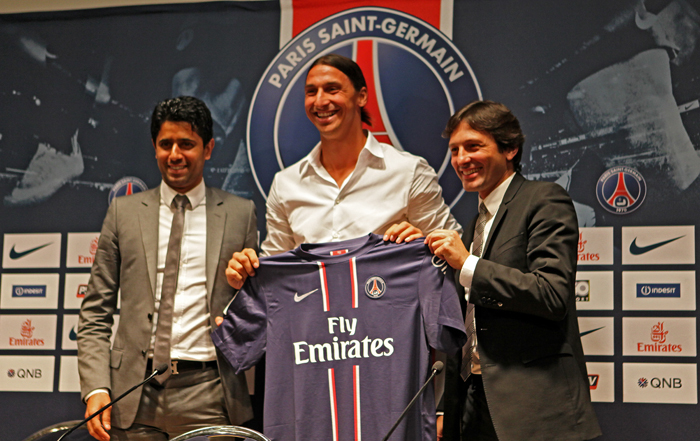
Leonardo in veste di dirigente del Paris Saint-Germain, con il presidente Nasser Al-Khelaïfi, nel giorno della presentazione del neoacquisto Zlatan Ibrahimović

Leonardo è sempre stato molto attivo nel campo delle iniziative umanitarie. Nel 1999 in Brasile ha dato vita alla Fundação Gol de Letra. Dopo il ritiro dal calcio giocato è rimasto legato per diversi anni all'ambiente milanista, tanto da essere stato direttore della Fondazione Milan fino a maggio 2006. Nella sua carriera è stato anche un consulente di calciomercato, direttore operazioni area tecnica del club rossonero nonché emissario per la società in Sudamerica, tanto che ha contribuito a portare in Italia Kaká, Pato e Thiago Silva.
Il 13 luglio 2011 è stato nominato direttore sportivo del Paris Saint-Germain, squadra nella quale aveva militato nella stagione 1996-1997, con un ingaggio da 2,5 milioni all'anno. Alla fine di maggio del 2013 è stato squalificato dalla Commissione Disciplinare della LFP per 9 mesi a causa di una spallata data all'arbitro Castro al termine della partita Paris Saint-Germain-Valenciennes del 5 maggio precedente. Il ricorso successivamente presentato dal PSG, che sosteneva l'involontarietà del gesto, è stato respinto e la squalifica è stata allungata fino a tutto il giugno del 2014, per un totale di 14 mesi. Il 10 luglio seguente Leonardo ha annunciato le sue dimissioni dal ruolo di direttore sportivo del club parigino a partire dal termine del calciomercato, ossia dal 2 settembre 2013. Il 17 giugno 2014 il tribunale amministrativo di Parigi ha annullato la sospensione di un anno.
Il 25 luglio 2018 viene annunciato il suo ritorno al Milan nelle vesti di direttore generale dell'area tecnico-sportiva. Il 3 dicembre dello stesso anno supera l'esame finale da direttore sportivo a Coverciano. Il 28 maggio 2019, in disaccordo con i piani di Elliott per il futuro del club, rassegna le dimissioni dall'incarico dopo meno di un anno.
Il 14 giugno 2019 è nominato direttore sportivo del Paris Saint-Germain, a sei anni di distanza dall'ultima esperienza nello stesso ruolo con il club francese.
Il 22 maggio 2022 viene esonerato.

## Dopo il ritiro
Dalla seconda metà del 2015 è opinionista su Sky Sport, come ospite e opinionista delle partite di Europa League e in quelle di qualificazione a Russia 2018. Durante la stagione sportiva 2016-2017 è stato ospite anche nel programma Sky Calcio Club.

## Statistiche

### Presenze e reti nei club
| Stagione                   | Squadra                    | Campionato                 | Campionato | Campionato | Coppe nazionali | Coppe nazionali | Coppe nazionali | Coppe continentali | Coppe continentali | Coppe continentali | Altre coppe | Altre coppe | Altre coppe | Totale | Totale |
| Stagione                   | Squadra                    | Comp                       | Pres       | Reti       | Comp            | Pres            | Reti            | Comp               | Pres               | Reti               | Comp        | Pres        | Reti        | Pres   | Reti   |
| -------------------------- | -------------------------- | -------------------------- | ---------- | ---------- | --------------- | --------------- | --------------- | ------------------ | ------------------ | ------------------ | ----------- | ----------- | ----------- | ------ | ------ |
| 1987                       | Flamengo                   | A                          | 18         | 0          | -               | -               | -               | -                  | -                  | -                  | -           | -           | -           | 18     | 0      |
| 1988                       | Flamengo                   | RJ-A+A                     | 22+18      | 0          | -               | -               | -               | SS                 | 3                  | 0                  | -           | -           | -           | 43     | 0      |
| 1989                       | Flamengo                   | RJ-A+A                     | 20+16      | 1+0        | CB              | 8               | 0               | SS                 | 1                  | 0                  | -           | -           | -           | 45     | 1      |
| gen.-lug. 1990             | Flamengo                   | RJ-A                       | 21         | 0          | CB              | 4               | 3               | -                  | -                  | -                  | -           | -           | -           | 25     | 3      |
| lug-dic. 1990              | San Paolo                  | A                          | 22         | 0          | CB              | 0               | 0               | -                  | -                  | -                  | -           | -           | -           | 22     | 0      |
| gen.-giu. 1991             | San Paolo                  | A                          | 22         | 1          | -               | -               | -               | -                  | -                  | -                  | -           | -           | -           | 22     | 1      |
| 1991-1992                  | Valencia                   | PD                         | 36         | 4          | CR              | 10              | 3               | -                  | -                  | -                  | -           | -           | -           | 46     | 7      |
| 1992-1993                  | Valencia                   | PD                         | 34         | 3          | CR              | 4               | 0               | CU                 | 2                  | 0                  | -           | -           | -           | 40     | 3      |
| Totale Valencia            | Totale Valencia            | Totale Valencia            | 70         | 7          |                 | 14              | 3               |                    | 2                  | 0                  |             | -           | -           | 86     | 10     |
| lug.-dic. 1993             | San Paolo                  | A                          | 12         | 3          | -               | -               | -               | SS                 | 4                  | 2                  | RS+CInt     | 1+1         | 0           | 17     | 5      |
| gen.-giu. 1994             | San Paolo                  | SP-A1                      | 23         | 9          | -               | -               | -               | -                  | -                  | -                  | RS          | 1           | 1           | 24     | 10     |
| lug.-dic. 1994             | Kashima Antlers            | JL                         | 9          | 7          | CI              | 1               | 0               | -                  | -                  | -                  | -           | -           | -           | 10     | 7      |
| 1995                       | Kashima Antlers            | JL                         | 28         | 17         | CI              | 3               | 1               | -                  | -                  | -                  | -           | -           | -           | 31     | 18     |
| gen.-giu. 1996             | Kashima Antlers            | JL                         | 12         | 6          | CYM             | 10              | 5               | -                  | -                  | -                  | -           | -           | -           | 22     | 11     |
| Totale Kashima Antlers     | Totale Kashima Antlers     | Totale Kashima Antlers     | 49         | 30         |                 | 14              | 6               |                    | -                  | -                  |             | -           | -           | 63     | 36     |
| 1996-1997                  | Paris Saint-Germain        | D1                         | 32         | 7          | CF              | 2               | 0               | CdC                | 7                  | 3                  | SU          | 2           | 0           | 43     | 10     |
| ago.-set. 1997             | Paris Saint-Germain        | D1                         | 2          | 0          | -               | -               | -               | UCL                | 1                  | 0                  | -           | -           | -           | 3      | 0      |
| Totale Paris Saint-Germain | Totale Paris Saint-Germain | Totale Paris Saint-Germain | 34         | 7          |                 | 2               | 0               |                    | 8                  | 3                  |             | 2           | 0           | 46     | 10     |
| 1997-1998                  | Milan                      | A                          | 27         | 3          | CI              | 5               | 1               | -                  | -                  | -                  | -           | -           | -           | 32     | 4      |
| 1998-1999                  | Milan                      | A                          | 27         | 12         | CI              | 2               | 0               | -                  | -                  | -                  | -           | -           | -           | 29     | 12     |
| 1999-2000                  | Milan                      | A                          | 20         | 4          | CI              | 1               | 1               | UCL                | 5                  | 1                  | SI          | 0           | 0           | 26     | 6      |
| 2000-2001                  | Milan                      | A                          | 22         | 3          | CI              | 5               | 2               | UCL                | 5                  | 1                  | -           | -           | -           | 32     | 6      |
| lug.-dic. 2001             | San Paolo                  | A                          | 13         | 0          | -               | -               | -               | CM                 | 5                  | 0                  | -           | -           | -           | 18     | 0      |
| Totale San Paolo           | Totale San Paolo           | Totale San Paolo           | 23+69      | 9+4        |                 | 0               | 0               |                    | 9                  | 2                  |             | 2           | 1           | 103    | 16     |
| gen.-giu. 2002             | Flamengo                   | RJ-A                       | 0          | 0          | -               | -               | -               | CL                 | 1                  | 0                  | RSP         | 6           | 1           | 7      | 1      |
| Totale Flamengo            | Totale Flamengo            | Totale Flamengo            | 63+52      | 1+0        |                 | 12              | 3               |                    | 5                  | 0                  |             | 6           | 1           | 138    | 5      |
| ott. 2002-mar. 2003        | Milan                      | A                          | 1          | 0          | CI              | 4               | 2               | UCL                | 0                  | 0                  | -           | -           | -           | 5      | 2      |
| Totale Milan               | Totale Milan               | Totale Milan               | 97         | 22         |                 | 17              | 6               |                    | 10                 | 2                  |             | 0           | 0           | 124    | 30     |
| Totale carriera            | Totale carriera            | Totale carriera            | 457        | 80         |                 | 59              | 18              |                    | 34                 | 7                  |             | 10          | 2           | 560    | 107    |

### Cronologia presenze e reti in Nazionale
| Cronologia completa delle presenze e delle reti in nazionale ― Brasile | Cronologia completa delle presenze e delle reti in nazionale ― Brasile | Cronologia completa delle presenze e delle reti in nazionale ― Brasile | Cronologia completa delle presenze e delle reti in nazionale ― Brasile | Cronologia completa delle presenze e delle reti in nazionale ― Brasile | Cronologia completa delle presenze e delle reti in nazionale ― Brasile | Cronologia completa delle presenze e delle reti in nazionale ― Brasile | Cronologia completa delle presenze e delle reti in nazionale ― Brasile |
| Data                                                                   | Città                                                                  | In casa                                                                | Risultato                                                              | Ospiti                                                                 | Competizione                                                           | Reti                                                                   | Note                                                                   |
| ---------------------------------------------------------------------- | ---------------------------------------------------------------------- | ---------------------------------------------------------------------- | ---------------------------------------------------------------------- | ---------------------------------------------------------------------- | ---------------------------------------------------------------------- | ---------------------------------------------------------------------- | ---------------------------------------------------------------------- |
| 17-10-1990                                                             | Santiago del Cile                                                      | Cile                                                                   | 0 – 0                                                                  | Brasile                                                                | Amichevole                                                             | -                                                                      |                                                                        |
| 8-11-1990                                                              | Belém                                                                  | Brasile                                                                | 0 – 0                                                                  | Cile                                                                   | Amichevole                                                             | -                                                                      | Ingresso                                                               |
| 27-2-1991                                                              | Campo Grande                                                           | Brasile                                                                | 1 – 1                                                                  | Paraguay                                                               | Amichevole                                                             | -                                                                      |                                                                        |
| 27-3-1991                                                              | Buenos Aires                                                           | Argentina                                                              | 3 – 3                                                                  | Brasile                                                                | Amichevole                                                             | -                                                                      |                                                                        |
| 25-7-1993                                                              | La Paz                                                                 | Bolivia                                                                | 2 – 0                                                                  | Brasile                                                                | Qual. Mondiali 1994                                                    | -                                                                      | Ammonizione                                                            |
| 16-12-1993                                                             | Guadalajara                                                            | Messico                                                                | 0 – 1                                                                  | Brasile                                                                | Amichevole                                                             | -                                                                      | Ingresso                                                               |
| 23-3-1994                                                              | Recife                                                                 | Brasile                                                                | 2 – 0                                                                  | Argentina                                                              | Amichevole                                                             | -                                                                      | Ingresso                                                               |
| 4-5-1994                                                               | Florianópolis                                                          | Brasile                                                                | 3 – 0                                                                  | Islanda                                                                | Amichevole                                                             | -                                                                      | Ingresso                                                               |
| 5-6-1994                                                               | Edmonton                                                               | Canada                                                                 | 1 – 1                                                                  | Brasile                                                                | Amichevole                                                             | -                                                                      |                                                                        |
| 8-6-1994                                                               | San Diego                                                              | Brasile                                                                | 8 – 2                                                                  | Honduras                                                               | Amichevole                                                             | -                                                                      |                                                                        |
| 12-6-1994                                                              | Fresno                                                                 | Brasile                                                                | 4 – 0                                                                  | El Salvador                                                            | Amichevole                                                             | -                                                                      | Uscita                                                                 |
| 20-6-1994                                                              | Palo Alto                                                              | Brasile                                                                | 2 – 0                                                                  | Russia                                                                 | Mondiali 1994 - 1º turno                                               | -                                                                      |                                                                        |
| 24-6-1994                                                              | Palo Alto                                                              | Brasile                                                                | 3 – 0                                                                  | Camerun                                                                | Mondiali 1994 - 1º turno                                               | -                                                                      |                                                                        |
| 28-6-1994                                                              | Detroit                                                                | Brasile                                                                | 1 – 1                                                                  | Svezia                                                                 | Mondiali 1994 - 1º turno                                               | -                                                                      |                                                                        |
| 4-7-1994                                                               | Palo Alto                                                              | Brasile                                                                | 1 – 0                                                                  | Stati Uniti                                                            | Mondiali 1994 - Ottavi di finale                                       | -                                                                      | 43’                                                                    |
| 6-6-1995                                                               | Liverpool                                                              | Brasile                                                                | 3 – 0                                                                  | Giappone                                                               | Coppa Umbro                                                            | -                                                                      | 61’                                                                    |
| 11-6-1995                                                              | Londra                                                                 | Inghilterra                                                            | 1 – 3                                                                  | Brasile                                                                | Coppa Umbro                                                            | -                                                                      | 84’                                                                    |
| 29-6-1995                                                              | Recife                                                                 | Brasile                                                                | 2 – 1                                                                  | Polonia                                                                | Amichevole                                                             | -                                                                      | Ingresso                                                               |
| 13-7-1995                                                              | Rivera                                                                 | Brasile                                                                | 3 – 0                                                                  | Colombia                                                               | Coppa America 1995 - 1º turno                                          | 1                                                                      |                                                                        |
| 17-7-1995                                                              | Rivera                                                                 | Brasile                                                                | 2 – 2 dts (4 – 2 dtr)                                                  | Argentina                                                              | Coppa America 1995 - Quarti di finale                                  | -                                                                      | 60’                                                                    |
| 9-8-1995                                                               | Tokyo                                                                  | Giappone                                                               | 1 – 5                                                                  | Brasile                                                                | Amichevole                                                             | 1                                                                      | Uscita                                                                 |
| 12-8-1995                                                              | Suwon                                                                  | Corea del Sud                                                          | 0 – 1                                                                  | Brasile                                                                | Amichevole                                                             | -                                                                      | Uscita                                                                 |
| 28-8-1996                                                              | Mosca                                                                  | Russia                                                                 | 2 – 2                                                                  | Brasile                                                                | Amichevole                                                             | -                                                                      | 79’                                                                    |
| 31-8-1996                                                              | Amsterdam                                                              | Paesi Bassi                                                            | 2 – 2                                                                  | Brasile                                                                | Amichevole                                                             | -                                                                      |                                                                        |
| 16-10-1996                                                             | Teresina                                                               | Brasile                                                                | 3 – 1                                                                  | Lituania                                                               | Amichevole                                                             | -                                                                      | Cap.                                                                   |
| 26-2-1997                                                              | Goiânia                                                                | Brasile                                                                | 4 – 2                                                                  | Polonia                                                                | Amichevole                                                             | -                                                                      | Cap.                                                                   |
| 30-4-1997                                                              | Miami                                                                  | Brasile                                                                | 4 – 0                                                                  | Messico                                                                | Amichevole                                                             | 1                                                                      |                                                                        |
| 30-5-1997                                                              | Oslo                                                                   | Norvegia                                                               | 4 – 2                                                                  | Brasile                                                                | Amichevole                                                             | -                                                                      |                                                                        |
| 3-6-1997                                                               | Lione                                                                  | Francia                                                                | 1 – 1                                                                  | Brasile                                                                | Torneo di Francia                                                      | -                                                                      |                                                                        |
| 8-6-1997                                                               | Lione                                                                  | Brasile                                                                | 3 – 3                                                                  | Italia                                                                 | Torneo di Francia                                                      | -                                                                      |                                                                        |
| 10-6-1997                                                              | Parigi                                                                 | Inghilterra                                                            | 0 – 1                                                                  | Brasile                                                                | Torneo di Francia                                                      | -                                                                      | 82’                                                                    |
| 13-6-1997                                                              | Santa Cruz de la Sierra                                                | Brasile                                                                | 5 – 0                                                                  | Costa Rica                                                             | Coppa America 1997 - 1º turno                                          | -                                                                      |                                                                        |
| 16-6-1997                                                              | Santa Cruz de la Sierra                                                | Brasile                                                                | 3 – 2                                                                  | Messico                                                                | Coppa America 1997 - 1º turno                                          | 1                                                                      | 81’                                                                    |
| 19-6-1997                                                              | Santa Cruz de la Sierra                                                | Brasile                                                                | 2 – 0                                                                  | Colombia                                                               | Coppa America 1997 - 1º turno                                          | -                                                                      |                                                                        |
| 22-6-1997                                                              | Santa Cruz de la Sierra                                                | Brasile                                                                | 2 – 0                                                                  | Paraguay                                                               | Coppa America 1997 - Quarti di finale                                  | -                                                                      | Ammonizione                                                            |
| 26-6-1997                                                              | Santa Cruz de la Sierra                                                | Brasile                                                                | 7 – 0                                                                  | Perù                                                                   | Coppa America 1997 - Semifinale                                        | 2                                                                      | 62’                                                                    |
| 29-6-1997                                                              | La Paz                                                                 | Brasile                                                                | 3 – 1                                                                  | Bolivia                                                                | Coppa America 1997 - Finale                                            | -                                                                      | 69’                                                                    |
| 10-8-1997                                                              | Seul                                                                   | Corea del Sud                                                          | 1 – 2                                                                  | Brasile                                                                | Amichevole                                                             | -                                                                      | Uscita                                                                 |
| 13-8-1997                                                              | Osaka                                                                  | Giappone                                                               | 0 – 3                                                                  | Brasile                                                                | Amichevole                                                             | -                                                                      | Uscita                                                                 |
| 12-12-1997                                                             | Riyad                                                                  | Arabia Saudita                                                         | 0 – 3                                                                  | Brasile                                                                | Conf. Cup 1997 - 1º turno                                              | -                                                                      | Cap. 72’                                                               |
| 14-12-1997                                                             | Riyad                                                                  | Australia                                                              | 0 – 0                                                                  | Brasile                                                                | Conf. Cup 1997 - 1º turno                                              | -                                                                      | Cap.                                                                   |
| 19-12-1997                                                             | Riyad                                                                  | Brasile                                                                | 2 – 0                                                                  | Rep. Ceca                                                              | Conf. Cup 1997 - Semifinale                                            | -                                                                      | 45’                                                                    |
| 29-4-1998                                                              | Rio de Janeiro                                                         | Brasile                                                                | 0 – 1                                                                  | Argentina                                                              | Amichevole                                                             | -                                                                      | Ingresso · Ammonizione                                                 |
| 3-6-1998                                                               | Saint-Ouen                                                             | Andorra                                                                | 0 – 3                                                                  | Brasile                                                                | Amichevole                                                             | -                                                                      | Ingresso                                                               |
| 10-6-1998                                                              | Saint-Denis                                                            | Brasile                                                                | 2 – 1                                                                  | Scozia                                                                 | Mondiali 1998 - 1º turno                                               | -                                                                      | 45’                                                                    |
| 16-6-1998                                                              | Nantes                                                                 | Brasile                                                                | 3 – 0                                                                  | Marocco                                                                | Mondiali 1998 - 1º turno                                               | -                                                                      |                                                                        |
| 23-6-1998                                                              | Marsiglia                                                              | Brasile                                                                | 1 – 2                                                                  | Norvegia                                                               | Mondiali 1998 - 1º turno                                               | -                                                                      |                                                                        |
| 27-6-1998                                                              | Parigi                                                                 | Brasile                                                                | 4 – 1                                                                  | Cile                                                                   | Mondiali 1998 - Ottavi di finale                                       | -                                                                      | 45’                                                                    |
| 3-7-1998                                                               | Nantes                                                                 | Brasile                                                                | 3 – 2                                                                  | Danimarca                                                              | Mondiali 1998 - Quarti di finale                                       | -                                                                      | 72’                                                                    |
| 7-7-1998                                                               | Marsiglia                                                              | Brasile                                                                | 1 – 1 dts (4 – 2 dtr)                                                  | Paesi Bassi                                                            | Mondiali 1998 - Semifinale                                             | -                                                                      | 85’                                                                    |
| 12-7-1998                                                              | Saint-Denis                                                            | Francia                                                                | 3 – 0                                                                  | Brasile                                                                | Mondiali 1998 - Finale                                                 | -                                                                      | 45’                                                                    |
| 5-6-1999                                                               | Salvador                                                               | Brasile                                                                | 1 – 1                                                                  | Paesi Bassi                                                            | Amichevole                                                             | -                                                                      | Cap.                                                                   |
| 8-6-1999                                                               | Goiânia                                                                | Brasile                                                                | 3 – 1                                                                  | Paesi Bassi                                                            | Amichevole                                                             | 1                                                                      | Cap. 75’                                                               |
| 9-8-2001                                                               | Curitiba                                                               | Brasile                                                                | 5 – 0                                                                  | Panama                                                                 | Amichevole                                                             | -                                                                      | Cap. 73’                                                               |
| 15-8-2001                                                              | Porto Alegre                                                           | Brasile                                                                | 2 – 0                                                                  | Paraguay                                                               | Qual. Mondiali 2002                                                    | -                                                                      | 67’                                                                    |
| Totale                                                                 |                                                                        | Presenze                                                               | 56                                                                     |                                                                        | Reti                                                                   | 7                                                                      |                                                                        |

| Cronologia completa delle presenze e delle reti in nazionale (partite non ufficiali) ― Brasile | Cronologia completa delle presenze e delle reti in nazionale (partite non ufficiali) ― Brasile | Cronologia completa delle presenze e delle reti in nazionale (partite non ufficiali) ― Brasile | Cronologia completa delle presenze e delle reti in nazionale (partite non ufficiali) ― Brasile | Cronologia completa delle presenze e delle reti in nazionale (partite non ufficiali) ― Brasile | Cronologia completa delle presenze e delle reti in nazionale (partite non ufficiali) ― Brasile | Cronologia completa delle presenze e delle reti in nazionale (partite non ufficiali) ― Brasile | Cronologia completa delle presenze e delle reti in nazionale (partite non ufficiali) ― Brasile |
| Data                                                                                           | Città                                                                                          | In casa                                                                                        | Risultato                                                                                      | Ospiti                                                                                         | Competizione                                                                                   | Reti                                                                                           | Note                                                                                           |
| ---------------------------------------------------------------------------------------------- | ---------------------------------------------------------------------------------------------- | ---------------------------------------------------------------------------------------------- | ---------------------------------------------------------------------------------------------- | ---------------------------------------------------------------------------------------------- | ---------------------------------------------------------------------------------------------- | ---------------------------------------------------------------------------------------------- | ---------------------------------------------------------------------------------------------- |
| 31-10-1990                                                                                     | Milano                                                                                         | Brasile                                                                                        | 1 – 2                                                                                          | Resto del Mondo                                                                                |                                                                                                | -                                                                                              |                                                                                                |
| 20-4-1994                                                                                      | Parigi                                                                                         | Sel. mista PSG/Bordeaux                                                                        | 0 – 0                                                                                          | Brasile                                                                                        |                                                                                                | -                                                                                              |                                                                                                |
| 27-4-1995                                                                                      | Valencia                                                                                       | Valencia                                                                                       | 2 – 4                                                                                          | Brasile                                                                                        |                                                                                                | -                                                                                              |                                                                                                |
| 31-5-1998                                                                                      | Bilbao                                                                                         | Athletic Bilbao                                                                                | 1 – 1                                                                                          | Brasile                                                                                        |                                                                                                | -                                                                                              |                                                                                                |
| Totale                                                                                         |                                                                                                | Presenze                                                                                       | 4                                                                                              |                                                                                                | Reti                                                                                           | 0                                                                                              |                                                                                                |

### Statistiche da allenatore
Statistiche aggiornate al 4 dicembre 2017.
| Stagione        | Squadra         | Campionato      | Campionato | Campionato | Campionato | Campionato | Coppe nazionali | Coppe nazionali | Coppe nazionali | Coppe nazionali | Coppe nazionali | Coppe continentali | Coppe continentali | Coppe continentali | Coppe continentali | Coppe continentali | Altre coppe | Altre coppe | Altre coppe | Altre coppe | Altre coppe | Totale | Totale | Totale | Totale | Vittorie % | Piazzamento   |
| Stagione        | Squadra         | Comp            | G          | V          | N          | P          | Comp            | G               | V               | N               | P               | Comp               | G                  | V                  | N                  | P                  | Comp        | G           | V           | N           | P           | G      | V      | N      | P      | %          | Piazzamento   |
| --------------- | --------------- | --------------- | ---------- | ---------- | ---------- | ---------- | --------------- | --------------- | --------------- | --------------- | --------------- | ------------------ | ------------------ | ------------------ | ------------------ | ------------------ | ----------- | ----------- | ----------- | ----------- | ----------- | ------ | ------ | ------ | ------ | ---------- | ------------- |
| 2009-2010       | Milan           | A               | 38         | 20         | 10         | 8          | CI              | 2               | 1               | 0               | 1               | UCL                | 8                  | 2                  | 3                  | 3                  | -           | -           | -           | -           | -           | 48     | 23     | 13     | 12     | 47,92      | 3º            |
| dic. 2010-2011  | Inter           | A               | 23         | 17         | 2          | 4          | CI              | 5               | 3               | 2               | 0               | UCL                | 4                  | 1                  | 0                  | 3                  | -           | -           | -           | -           | -           | 32     | 21     | 4      | 7      | 65,63      | Sub., 2º      |
| ott.-dic. 2017  | Antalyaspor     | SL              | 8          | 2          | 1          | 5          | TK              | 2               | 2               | 0               | 0               | -                  | -                  | -                  | -                  | -                  | -           | -           | -           | -           | -           | 10     | 4      | 1      | 5      | 40,00      | Sub., Dimiss. |
| Totale carriera | Totale carriera | Totale carriera | 69         | 39         | 13         | 17         |                 | 8               | 5               | 2               | 1               |                    | 13                 | 4                  | 3                  | 6                  | -           | -           | -           | -           | -           | 90     | 48     | 18     | 24     | 53,33      |               |

## Palmarès

### Giocatore

#### Club

##### Competizioni statali
- Taça Guanabara: 2

Flamengo: 1988, 1989
- Campionato paulista: 1

San Paolo: 1991

##### Competizioni nazionali
- Campionato brasiliano: 1

San Paolo: 1991
- Coppa del Brasile: 1

Flamengo: 1990
- Campionato giapponese: 1

Kashima Antlers: 1996
- Campionato italiano: 1

Milan: 1998-1999

##### Competizioni internazionali
- Coppa Intercontinentale: 1

San Paolo: 1993
- Recopa Sudamericana: 2

San Paolo 1993, 1994
- Supercoppa Sudamericana: 1

San Paolo: 1993

#### Nazionale

##### Competizioni giovanili
- Campionato sudamericano Under-20: 1

1988

##### Competizioni maggiori
- Campionato mondiale: 1

Stati Uniti 1994
- Coppa America: 1

Bolivia 1997
- Confederations Cup: 1

1997

#### Individuale
- Bola de Prata: 1

1991
- Inserito tra le “Leggende del calcio” del Golden Foot

2018

### Allenatore
- Coppa Italia: 1

Inter: 2010-2011